# За заслуги перед ВМС України
За заслуги перед ВМС України — відзнака Командувача Військово-Морськими Силами Збройних Сил України.

## Опис
Відзнака виглядає так: «Прямий рівносторонній хрест із розбіжними сторонами синього кольору з білою облямівкою. В центрі хреста круглий медаль-йон з зображенням посадового прапора командувача Військово-морських Сил України (прапор Військово-морських Сил України з розташованими в другій, третій та четвертій чвертях прапора по синій п'ятипроменевій зірці). Навколо прапора по колу напис: «За заслуги перед ВМС України». Медальйон оточений золотим лавровим вінком та покладений на два схрещені золоті якорі». Розміри хреста 45×45 мм.
Стрічка у відзнаки не передбачена.
Перші нагородження відзнакою відбулись  1 серпня 2004 року, в день ВМС України. 